# Mislav Komorski
Mislav Komorski (ur. 17 kwietnia 1992 w Zagrzebiu) – chorwacki piłkarz grający na pozycji obrońcy w klubie Inter Zaprešić. Jest wychowankiem Dinama Zagrzeb, występował również w Lokomotivie Zagrzeb. Komorski był reprezentantem Chorwacji U-18 i U-19.

## Statystyki kariery
| Sezon       | Klub                 | Kraj      | Rozgrywki | Mecze | Bramki |
| ----------- | -------------------- | --------- | --------- | ----- | ------ |
| 2009/10 (w) | Dinamo Zagrzeb       | Chorwacja | Prva HNL  | 0     | 0      |
| 2010/11     | Lokomotiva Zagrzeb   | Chorwacja | Prva HNL  | 26    | 1      |
| 2011/12     | Lokomotiva Zagrzeb   | Chorwacja | Prva HNL  | 22    | 1      |
| 2012/13     | Lokomotiva Zagrzeb   | Chorwacja | Prva HNL  | 0     | 0      |
| 2013/14     | Hrvatski Dragovoljac | Chorwacja | Prva HNL  | 12    | 0      |
| 2014/15     | Hrvatski Dragovoljac | Chorwacja | Druga HNL | 18    | 2      |